# Helena Bušová
Helena Bušová (geboren Helena Buschová) (21 oktober 1914 - 28 november 1986) was een Tsjechische actrice. Tussen 1932 en 1948 verscheen ze in totaal in 40 films.
In 1957 emigreerde ze met haar gezin van de Tsjecho-Slowaakse Socialistische Republiek naar Canada.

## Biografie
Ze begon als actrice bij het Volkstheater van Oekraïne (Lidové divadlo Uranie) in Holešovice. Later trad ze op in het Newřich Nový Theater en het Vlasta Burian Theater (Divadlo Vlasty Buriana). Van 1936 tot 1937 en van 1943 tot 1948 was ze lid van het artistieke ensemble van de Gemeentelijke Theaters van Praag (Městská divadla pražská).
Haar eerste rol, waar ze een student speelde, kreeg ze in de film Před maturitou ("Voor het Afstuderen") in 1932. Vanaf haar debuutjaar tot 1940 verscheen ze elk jaar in minstens één film. De laatste film waarin ze speelde was de historische film O ševci Matoušovi ("Over een schoenmaker Matouš"), in 1948. In totaal trad ze op in veertig films.
Na de oorlog van 1946 trouwde ze met RAF-piloot Karel Kasal, die ooit het bekende 313e squadron van de RAF leidde en vijf oorlogskruisen won. Toen hij naar huis terugkeerde werd hij gevangengezet, net als de meeste Tsjechoslowaakse piloten die aan de "verkeerde" kant hadden gevochten. Alleen Jan Masaryk hielp hem uit de gevangenis. Eind 1947 ging hij weer naar Engeland en weer terug naar de RAF. In 1949 kreeg Helena toestemming van de Tsjechoslowaakse autoriteiten om in Londen te filmen met producer en regisseur Sir Alexander Korda, waarna ze bij haar man in Engeland bleef.
In 1957 verhuisde het echtpaar met hun toen zevenjarige zoon Charlie naar Winnipeg, Canada. Hier kreeg ze de kans om op te treden in een lokaal theater. Tegen het einde van haar leven wilde ze terugkeren naar Tsjechoslowakije, maar kreeg geen visum van het communistische regime. Ze verbleef de rest van haar leven in Winnipeg en zou daar uiteindelijk in 1986 sterven.

## Geselecteerde filmografie
- Mazlíček (1934)
- Hej rup! (1934)
- Barbora řádí (1935)
- Král ulice (1935)
- Lojzička (1936)
- Děvče za výkladem (1937)
- Batalion (1937)
- Vyděrač (1937)
- Milování zakázáno (1938)
- Ryba na suchu (1942)
- Lavina (1946)